# Cadurcia auratocauda
Cadurcia auratocauda là một loài ruồi trong họ Tachinidae.